# ジャレル・コットン
- ジャーレル・コットン
- ハレル・コットン[1]

ジャレル・レアンドレ・コットン（Jharel Leandre Cotton、1992年1月19日 - ）は、アメリカ領ヴァージン諸島セント・トーマス島出身のプロ野球選手（投手）。右投右打。
愛称は「スキーキー（Squeaky）」。、「コットン・キャンディ（Cotton Candy）」。
同じくプロ野球選手（投手）のジャメイン・コットンを兄に持つ。

## 経歴

### プロ入り前
マイアミ・デイド大学在学時の2011年、MLBドラフト28巡目（全体852位）でニューヨーク・メッツから指名されたが、この時は入団せず。

### プロ入りとドジャース傘下時代

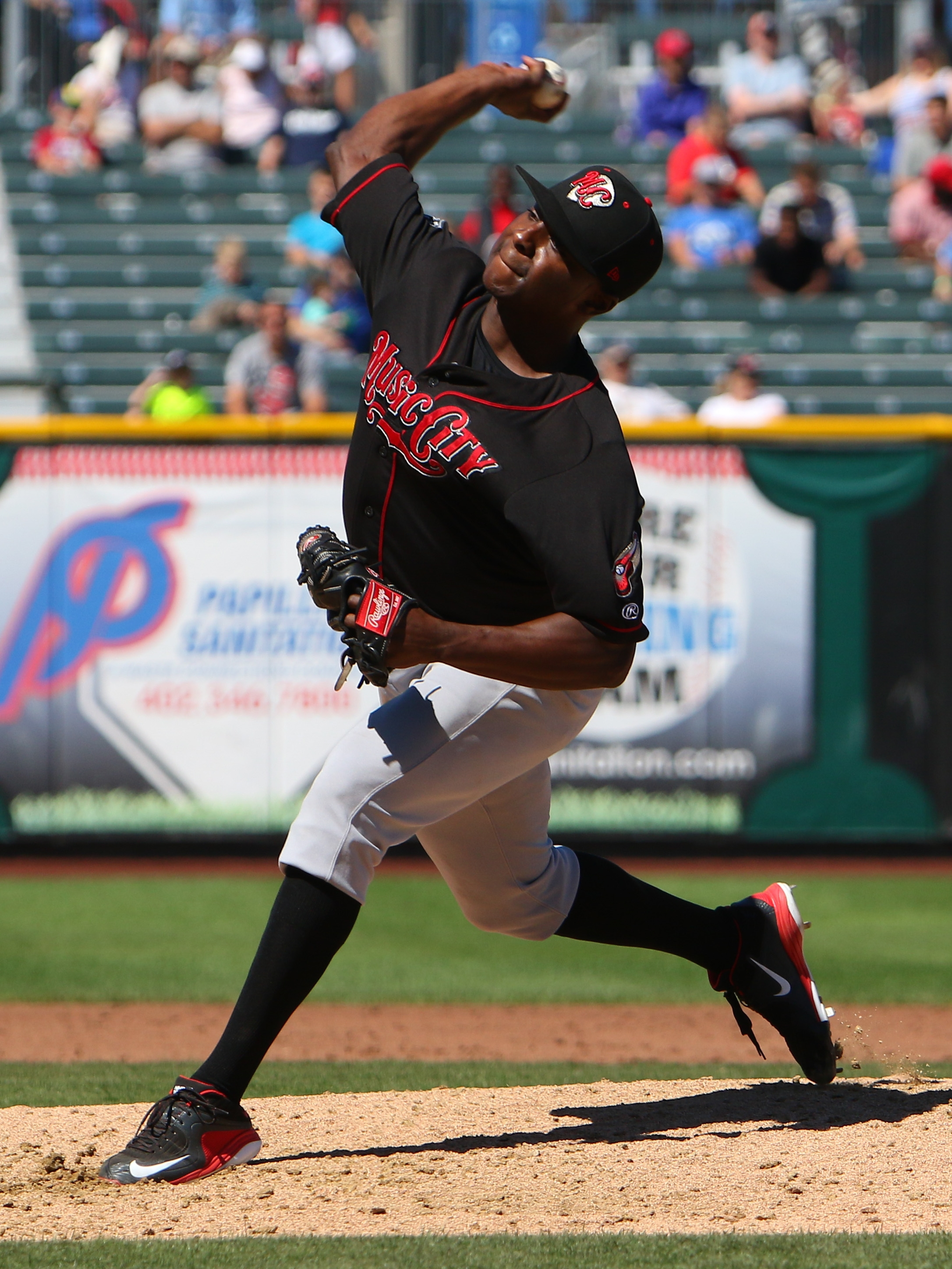
AAA級ナッシュビル・サウンズ時代（2016年8月21日）

イーストカロライナ大学へ移った2012年、今度はMLBドラフト20巡目（全体626位）でロサンゼルス・ドジャースから指名され、プロ入り。契約後、傘下のパイオニアリーグのルーキー級オグデン・ラプターズでプロデビュー。5試合（先発1試合）に登板して1勝0敗、防御率1.20、20奪三振を記録した。
2013年はA級グレートレイクス・ルーンズ、A+級ランチョクカモンガ・クエークス、AA級チャタヌーガ・ルックアウツでプレーし、3球団合計で21試合（先発11試合）に登板して2勝7敗、防御率4.01、72奪三振を記録した。
2014年はA+級ランチョクカモンガでプレーし、25試合（先発20試合）に登板して6勝10敗、防御率4.05、138奪三振を記録した。
2015年はA級グレートレイクス、A+級ランチョクカモンガ、AA級タルサ・ドリラーズ、AAA級オクラホマシティ・ドジャースでプレーし、4球団合計で21試合（先発11試合）に登板して6勝2敗、防御率2.45、114奪三振を記録した。オフにはアリゾナ・フォールリーグに参加し、グレンデール・デザートドッグスに所属した。11月20日にルール・ファイブ・ドラフトでの流出を防ぐために40人枠入りした。
2016年は開幕からAAA級オクラホマシティでプレーし、22試合（先発16試合）に登板して8勝5敗、防御率4.90、119奪三振を記録した。7月にはオールスター・フューチャーズゲームの世界選抜に選出され、当日の試合では勝利投手となった。

### アスレチックス時代
2016年8月1日にジョシュ・レディック、リッチ・ヒルとのトレードで、グラント・ホームズ、フランキー・モンタスと共にオークランド・アスレチックスへ移籍した。移籍後は傘下のAAA級ナッシュビル・サウンズへ配属され、8月9日のラウンドロック・エクスプレス戦では9回二死まで完全試合の快投を見せた。9月7日にメジャー初昇格を果たすと、同日のロサンゼルス・エンゼルス戦で先発してメジャーデビュー。6.1回1失点の投球で初勝利を挙げた。この年メジャーでは5試合に先発登板して2勝0敗、防御率2.15、23奪三振を記録した。
2017年は序盤から先発ローテーションとして起用されたが、調子が上がらずAAA級ナッシュビルに降格した。すぐにメジャーに昇格するも、再びAAA級ナッシュビルに降格した。ホームとアウェーの成績が乖離しており、ホームでは4勝6敗で防御率6.98だったことに対し、アウェーでは5勝4敗で防御率3.94だった。
2018年3月22日にトミー・ジョン手術を受けて、全休となった。
2019年はA+級ストックトン・ポーツで投球することでリハビリを行っていたが、5月にハムストリングの怪我で挫折し、手術を受けることを選択した。7月にマウンドに復帰し、AAA級ラスベガス・アビエイターズで投球していた。オフの11月20日にDFAとなった。

### アスレチックス退団後
2019年11月23日に金銭トレードで、シカゴ・カブスへ移籍した。
公式戦での登板がないまま、2020年8月16日にDFAとなり、20日にマイナー契約となった。その後9月5日に自由契約となった。

### レンジャーズ時代
2020年12月15日にテキサス・レンジャーズとマイナー契約を結んだ。
2021年は5月のマイナーリーグ開幕から傘下のAAA級ラウンドロック・エクスプレスでプレーし、 7月30日にメジャー契約を結んでアクティブ・ロースター入りした。この年メジャーでは23試合に登板して2勝0敗、防御率3.52、30奪三振を記録した。

### ツインズ時代
2021年11月5日にウェイバー公示を経てミネソタ・ツインズへ移籍した。
2022年は開幕をメジャーで迎えるも4月13日にDFAとなり、20日にマイナー契約で傘下のAAA級セントポール・セインツへ配属された。その後、5月10日に再びメジャー契約を結んでアクティブ・ロースター入りしたが、17日に再びDFAとなり、20日にマイナー契約でAAA級セントポールへ配属された。6月3日には三度メジャー契約を結んでアクティブ・ロースター入りするも、6日にマイナー契約でAAA級セントポールへ配属され、8日にこのシーズン4度目となるメジャー契約を結んでアクティブ・ロースター入りした。その後、9月15日にDFAとなった。

### ジャイアンツ時代
2022年9月18日、サンフランシスコ・ジャイアンツに移籍した。ジャイアンツでは5試合の中継ぎ登板で2勝0敗、防御率6.75に終わり、オフにFAとなった。

### オリックス時代
2023年1月24日、オリックス・バファローズへの入団が発表された。背番号は42。
4月25日の対北海道日本ハムファイターズ戦（エスコンフィールド）に3番手で登板したのが一軍初登板となり、4回を投げて被安打3、1失点、9奪三振と好投を見せ、来日初勝利を挙げた。しかしその後は6試合の登板にとどまり、NPBで挙げた勝利はその1勝止まりだった。ウエスタン・リーグでは11試合の登板で2勝2敗1セーブ、防御率3.79の成績を挙げていたが、8月30日を最後に登板しておらず、10月9日、右肘のセカンドオピニオンを受けるために帰国した。12月1日に自由契約となった。

## 投球スタイル
スクリューボールのような変化を見せるチェンジアップが武器。バッグス・バニーのように急に止まってまた動き出す、それぐらいブレーキがのかかった変化のイメージから「バッグス・バニー・チェンジアップ」と名付けている。
基本的には平均球速92.7mph(約149.1km/h)のフォーシームを軸としているが、前述のチェンジアップを投げる割合は年々増加しており2022年時点では共に40%以上ずつを占めている。それ以外ではスライダーとカーブを投げる。先発時代にはツーシームも投げていたがリリーフ転向後は投げていない。

## 詳細情報

### 年度別投手成績
| 年 度    | 球 団      | 登 板 | 先 発 | 完 投 | 完 封 | 無 四 球 | 勝 利 | 敗 戦 | セ 丨 ブ | ホ 丨 ル ド | 勝 率 | 打 者 | 投 球 回 | 被 安 打 | 被 本 塁 打 | 与 四 球 | 敬 遠 | 与 死 球 | 奪 三 振 | 暴 投 | ボ 丨 ク | 失 点 | 自 責 点 | 防 御 率 | W H I P |
| -------- | ---------- | ----- | ----- | ----- | ----- | -------- | ----- | ----- | -------- | ----------- | ----- | ----- | -------- | -------- | ----------- | -------- | ----- | -------- | -------- | ----- | -------- | ----- | -------- | -------- | ------- |
| 2016     | OAK        | 5     | 5     | 0     | 0     | 0        | 2     | 0     | 0        | 0           | 1.000 | 112   | 29.1     | 20       | 4           | 4        | 0     | 0        | 23       | 1     | 0        | 10    | 7        | 2.15     | 0.82    |
| 2017     | OAK        | 24    | 24    | 0     | 0     | 0        | 9     | 10    | 0        | 0           | .474  | 566   | 129.0    | 133      | 28          | 53       | 1     | 4        | 105      | 9     | 2        | 91    | 80       | 5.58     | 1.44    |
| 2021     | TEX        | 23    | 0     | 0     | 0     | 0        | 2     | 0     | 0        | 3           | 1.000 | 137   | 30.2     | 28       | 2           | 15       | 0     | 2        | 30       | 1     | 0        | 12    | 12       | 3.52     | 1.40    |
| 2022     | MIN        | 25    | 0     | 0     | 0     | 0        | 2     | 2     | 0        | 2           | .500  | 144   | 35.0     | 23       | 7           | 16       | 0     | 2        | 31       | 2     | 0        | 13    | 11       | 2.83     | 1.11    |
| 2022     | SF         | 5     | 0     | 0     | 0     | 0        | 2     | 0     | 0        | 0           | 1.000 | 37    | 8.0      | 11       | 0           | 4        | 0     | 0        | 8        | 1     | 0        | 4     | 4        | 6.75     | 1.88    |
| '22計    | SF         | 30    | 0     | 0     | 0     | 0        | 4     | 2     | 0        | 2           | .667  | 181   | 43.0     | 34       | 7           | 20       | 0     | 2        | 39       | 3     | 0        | 20    | 17       | 3.56     | 1.26    |
| 2023     | オリックス | 7     | 3     | 0     | 0     | 0        | 1     | 1     | 0        | 1           | .500  | 84    | 18.1     | 24       | 4           | 4        | 0     | 1        | 22       | 2     | 0        | 13    | 12       | 5.89     | 1.53    |
| MLB：4年 | MLB：4年   | 82    | 29    | 0     | 0     | 0        | 17    | 12    | 0        | 2           | .586  | 996   | 232.0    | 215      | 41          | 92       | 1     | 8        | 197      | 14    | 2        | 133   | 116      | 4.50     | 1.32    |
| NPB：1年 | NPB：1年   | 7     | 3     | 0     | 0     | 0        | 1     | 1     | 0        | 1           | .500  | 84    | 18.1     | 24       | 4           | 4        | 0     | 1        | 22       | 2     | 0        | 13    | 12       | 5.89     | 1.53    |

- 2023年度シーズン終了時

### 年度別守備成績
| 年 度 | 球 団      | 投手（P） | 投手（P） | 投手（P） | 投手（P） | 投手（P） | 投手（P） |
| 年 度 | 球 団      | 試 合     | 刺 殺     | 補 殺     | 失 策     | 併 殺     | 守 備 率  |
| ----- | ---------- | --------- | --------- | --------- | --------- | --------- | --------- |
| 2016  | OAK        | 5         | 1         | 1         | 0         | 1         | 1.000     |
| 2017  | OAK        | 24        | 8         | 10        | 0         | 1         | 1.000     |
| 2021  | TEX        | 23        | 1         | 1         | 0         | 0         | 1.000     |
| 2022  | MIN        | 25        | 1         | 2         | 0         | 0         | 1.000     |
| 2022  | SF         | 5         | 1         | 0         | 0         | 0         | 1.000     |
| '22計 | SF         | 30        | 2         | 2         | 0         | 0         | 1.000     |
| 2023  | オリックス | 7         | 0         | 0         | 0         | 0         | ----      |
| MLB   | MLB        | 82        | 12        | 14        | 0         | 2         | 1.000     |
| NPB   | NPB        | 7         | 0         | 0         | 0         | 0         | ----      |

- 2023年度シーズン終了時

### 記録

#### MiLB
- オールスター・フューチャーズゲーム選出：1回（2016年）

#### NPB
初記録
投手記録
- 初登板・初勝利：2023年4月25日、対北海道日本ハムファイターズ4回戦（エスコンフィールドHOKKAIDO）、3回裏に3番手で救援登板、4回1失点[36]
- 初奪三振：同上、3回裏にアリスメンディ・アルカンタラから空振り三振[36]
- 初ホールド：2023年4月30日、対千葉ロッテマリーンズ5回戦（京セラドーム大阪）、7回表に2番手で救援登板、1回1失点
- 初先発登板：2023年5月21日、対北海道日本ハムファイターズ8回戦（京セラドーム大阪）、3回1/3を2失点で勝敗つかず[37]

### 背番号
- 45（2016年 - 2017年、2021年 - 2022年9月）
- 47（2022年9月 - 同年終了）
- 42（2023年）